# High Off My Love
"High Off My Love" é uma canção gravada pela artista americana Paris Hilton com o rapper Birdman. Foi escrito por Hilton, Corte "The Author" Ellis, Charles D. Anderson e Frederick "Diji D" Allen IV, Rondell "Mr. Beatz" Cobbs II e Bryan "Birdman" Williams, com produção finalizada pelo Sr. Beatz. Depois de vários atrasos, a música apareceu pela primeira vez na internet em 4 de maio de 2015, quando foi lançada erroneamente nos Estados Unidos por várias lojas de música online. Foi lançado oficialmente em todo o mundo em 15 de maio de 2015, juntamente com um videoclipe pela Cash Money Records.
Musicalmente, "High Off My Love" é uma música dance-pop, que é influenciada por EDM e trap, e também incorpora elementos de eurodance. As letras da música giram em torno de pessoas que se encontram em uma festa e querem "se fartar do amor". Em comparação com seus dois singles anteriores, recebeu críticas relativamente positivas de críticos de música. O videoclipe da canção foi filmado em Los Angeles, Califórnia e dirigido por Hannah Lux Davis. Principalmente filmado em preto-e-branco, retrata Hilton em várias roupas com tema de bondage. Fifty Shades of Grey e o videoclipe de Madonna para "Justify My Love" serviram como suas principais inspirações.

## Antecedentes e lançamento
Hilton anunciou pela primeira vez "High Off My Love" como seu próximo single em junho de 2014, quando ela estava gravando um videoclipe de sua música "Come Alive". Ela foi vista deixando o set do videoclipe de "High Off My Love" alguns dias depois. Em janeiro de 2015, foi anunciado que o single seria lançado em fevereiro de 2015; Hilton mais tarde confirmou isso em sua conta no Twitter. Em 8 de fevereiro de 2015, ela falou sobre o single em uma entrevista no tapete vermelho na 57ª edição do Grammy Awards e disse que seria lançado em março de 2015. Em 18 de março, enquanto promovia sua 18ª fragrância, Hilton disse que a data de lançamento do single havia sido adiada e que seria lançada em abril ou maio de 2015. Mais tarde, no mesmo mês, durante uma entrevista com o AllAccess na Miami Music Week, ela confirmou que a música foi produzida por Beatz e que seria lançada em 28 de abril. Em 8 de abril, no entanto, Hilton afirmou que o single havia sido adiado e que a nova data de lançamento era 5 de maio. Em 15 de abril, ela postou uma prévia do clipe em seu Instagram. Perez Hilton postou uma prévia exclusiva de 14 segundos do videoclipe juntamente com a obra de arte do single em 16 de abril.
Hilton também anunciou vários concursos através de seu Instagram, onde as pessoas poderiam projetar a capa do single. Em 19 de abril, Hilton twittou que a música seria lançada antes e marcaria a nova data de lançamento para 4 de maio. Em 23 de abril, ela postou outra prévia do videoclipe em seu Instagram. Em 29 de abril, um trecho de quarenta e dois minutos da música vazou para a internet. Em 30 de abril, Hilton anunciou através de seu Twitter que o single havia sido adiado novamente e seria lançado em 15 de maio. Ela explicou que queria que ele fosse lançado durante sua estada no Reino Unido, para que ela pudesse promover o single. Em 4 de maio, uma versão completa de "High Off My Love" apareceu online, depois de ter sido erroneamente divulgada por várias lojas de música on-line, incluindo a 7digital, a Amazon.com e o serviço de streaming de música Spotify. Duas versões da música foram lançadas, uma com o rapper Birdman e uma versão limpa sem o seu verso. O single foi retirado de todas as lojas online. Em 6 de maio, Hilton postou um bastidores do set do videoclipe em seu canal no YouTube.

## Composição
"High Off My Love" é uma música dance-pop que é influenciada por EDM e trap. Também incorpora elementos de outros gêneros, como o eurodance. "High Off My Love" tem um ritmo moderado de 133 batimentos por minuto. Ele possui sintetizador hoover e pré-refrão que transita para uma batida de trap.

## Recepção crítica
Em comparação com seus singles anteriores "Good Time" e "Come Alive", "High Off My Love" recebeu críticas positivas dos críticos. Os vocais de Hilton foram comparados aos de Britney Spears.

## Vídeo musical

### Antecedentes e conceito
O videoclipe de "High Off My Love" foi lançado em 15 de maio de 2015 para o Vevo oficial de Hilton. Foi dirigido por Hannah Lux Davis, que já havia trabalhado com Hilton em videoclipes para seus singles "Good Time" e "Come Alive". Foi filmado em 25 de junho de 2014 em Los Angeles, Califórnia. Hilton havia anunciado anteriormente uma chamada de elenco aberto em seu Twitter, procurando modelos para estar no vídeo. Denominado pela estilista Sammy & Judy, o tema principal do guarda-roupa de Hilton era dominatrix, como ela aparece em várias roupas com tema de bondage. Hilton também usa várias perucas loiras penteadas pelo cabeleireiro Clyde Haygood.
O vídeo é realmente inspirado em "Justify My Love", de Madonna, porque a música é muito sexy e sexual. É sobre o amor e como isso me faz sentir alto. Eu queria que o vídeo fosse muito sexy e divertido, e é completamente o oposto do vídeo "Come Alive". Eu queria fazer dois tipos separados de vídeos.— Hilton na inspiração por trás do videoclipe
Hilton também citou Fifty Shades of Grey como inspiração para o videoclipe.

### Sinopse e recepção
O videoclipe começa com uma silhueta escura e várias cenas acompanhadas por sons pesados de respiração. Ele é seguido por uma cena em que Hilton, vestindo um casaco preto e um penteado de colméia, caminha por um corredor. Imagens diferentes de Hilton podem ser vistas ao longo do vídeo. A Billboard analisou o vídeo chamando-o de "atrevido e incrivelmente retro, como "I'm a Slave 4 U" e "Dirrty" - com roupas de BDSM, barriga e muita respiração pesada".
O vídeo recebeu 314 mil visualizações em todo o mundo em dois dias após seu lançamento e mais de um milhão de visualizações em sua primeira semana.

## Performances ao vivo e promoção
Hilton estreou o single em 7 de maio na boate Legends em Abu Dhabi. A festa de lançamento do single foi anunciada depois que ela cancelou sua performance em 30 de abril. Mais tarde, ela estreou a música em Cannes na boate V.I.P Room em 16 de maio de 2015. Ela estreou a música em Toronto no Cabana Pool Bar em 27 de junho de 2015.

## Lista de faixas e formatos
- Download digital – Explícito

1. "High Off My Love" (featuring Birdman) – 3:45

- Download digital – Limpo

1. "High Off My Love" – 3:19

## Desempenho nas tabelas musicais
| Tabela musical (2015)                             | Melhor posição |
| ------------------------------------------------- | -------------- |
| Estados Unidos (Billboard Dance Club Songs)       | 3              |
| Estados Unidos (Billboard Dance/Electronic Songs) | 35             |

## Histórico de lançamentos
| Região         | Data               | Formato          | Gravadora          |
| -------------- | ------------------ | ---------------- | ------------------ |
| Estados Unidos | 4 de maio de 2015  | Download digital | Cash Money Records |
| Mundo          | 15 de maio de 2015 | Download digital | Cash Money Records |